# (17965) Brodersen
(17965) Brodersen (1999 JO43) – planetoida z grupy pasa głównego asteroid okrążająca Słońce w ciągu 4,22 lat w średniej odległości 2,61 j.a. Odkryta 10 maja 1999 roku.